# Faunis assamus
Faunis assamus är en fjärilsart som beskrevs av John Obadiah Westwood 1858. Faunis assamus ingår i släktet Faunis och familjen praktfjärilar. Inga underarter finns listade i Catalogue of Life.